# Eksponat

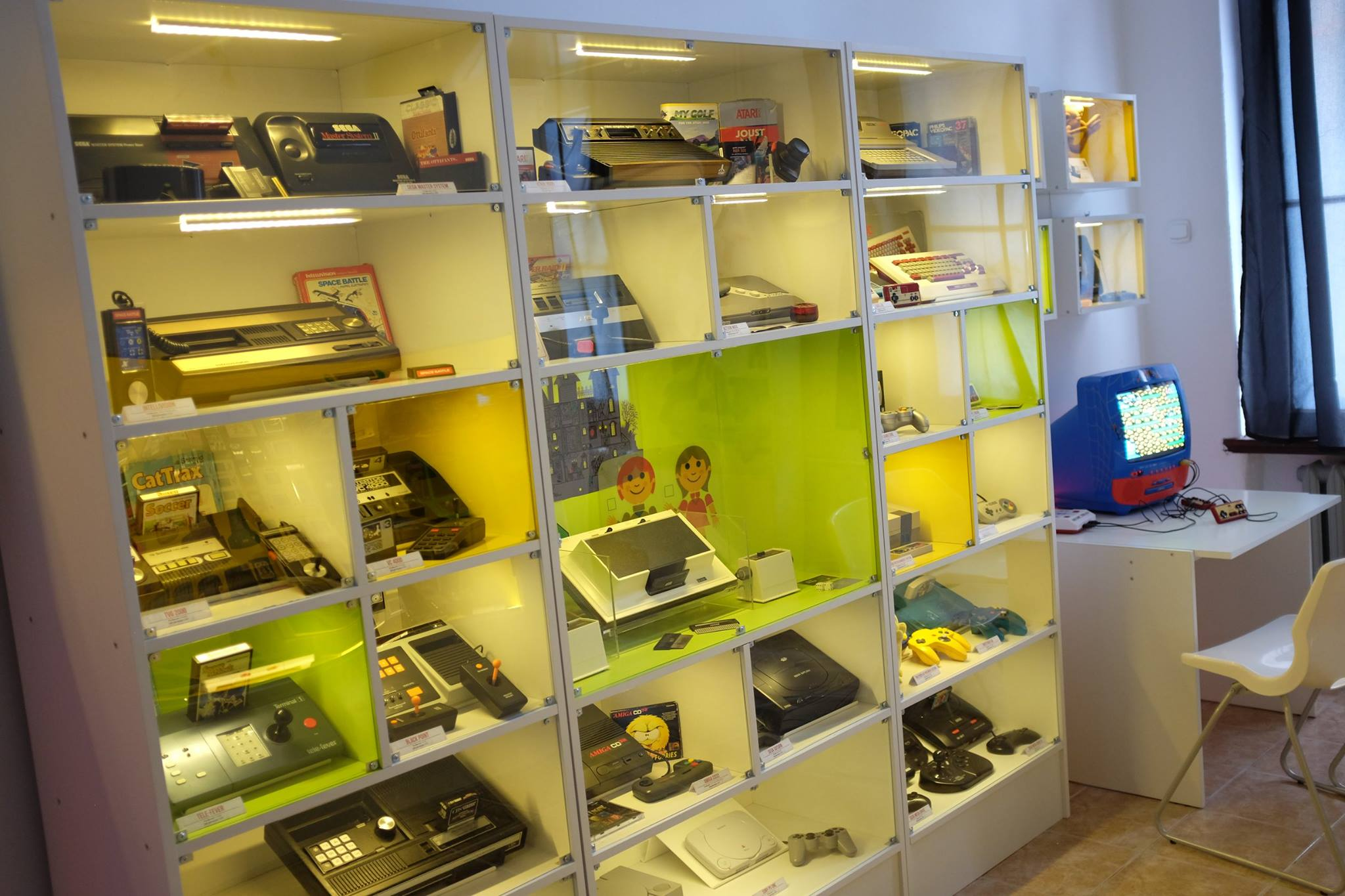
Gablota z eksponatami: konsolami we wrocławskim Muzeum Gry i Komputery Minionej Ery

Eksponat – przedmiot wystawiony na pokaz.
Eksponaty to przeważnie:
- wytwory działalności człowieka prezentowane jako osiągnięcia godne pochwalenia się,
- okazy przyrody,
- towary (lub ich atrapy) prezentowane nabywcom.

## Eksponat w muzeum
Eksponatem w muzealnictwie określa się przedmioty tworzące daną kolekcję muzealną (w zależności od typu muzeum mogą to być dzieła sztuki, stroje i tkaniny, ceramika, meble, a także okazy przyrodnicze i in.). Eksponaty są wówczas: przechowywane w magazynach muzealnych; prezentowane na wystawach; wypożyczane na wystawy do innych placówek muzealnych. W obiegu muzealnym eksponaty podlegają także: kontroli jakościowej i ilościowej, ochronie pod kątem warunków przechowywania i bezpieczeństwa, prezentowaniu wiedzy o nich zwiedzającym wystawy, badaczom, mediom itp. Eksponaty posiadają swoje karty eksponatów (także: karta zabytku) cyfrowe lub/i drukowane, które zawierają najważniejsze informacje o danym artefakcie i służą ewidencji oraz zarządzaniu zbiorami danego muzeum. Na wystawach eksponatom towarzyszą tablice lub mniejsze tabliczki z opisem eksponatu.